# Felsőegres

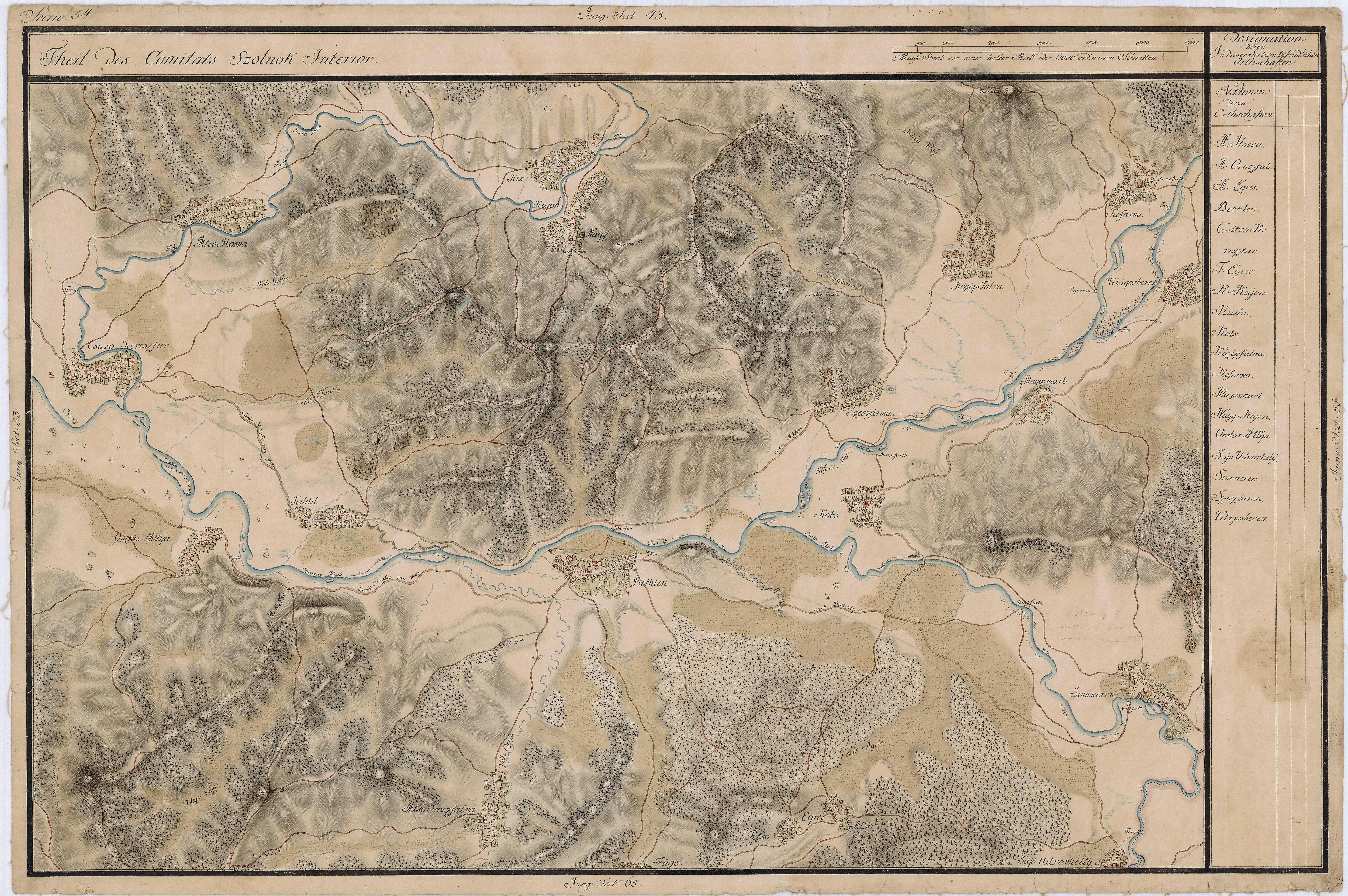
Felsőegres és környéke egy régi fényképen

Felsőegres (románul: Agrișu de Sus) falu Romániában, Erdélyben, Beszterce-Naszód megyében

## Fekvése
Sajóudvarhelytől nyugatra, Alsóegres délnyugati szomszédjában fekvő település.

## Története
Felsőegres nevét 1364-ben említette először oklevél Egrus néven, mint pusztát. Nevének későbbi változatai: 1484-ben Egres, 1750-ben Felső-Egres.
Szász-Bréte határából alakult a 14. század első felében, Szászbréte urai a Becsegergely nemzetségbeli Apaffyak és Bethleniek telepitették be román lakosokkal, valószínűleg Moldvából. 1364-ben Bethleni Jakab fia Jakab, András fia Miklós, János fiai Gergely és Apa, s Almakereki Gegus fia János Szász-Brétét a határában települt Egres nevű oláh faluval egyetemben, a Somkerekieknek és pedig Gilét fiainak László, Mihály, Miklós, Gilét és Andrásnak, továbbá Gilét fia Mihály fiainak Gilétnek és Jánosnak és Gilét fia Beche fiának Istvánnak örökre átengedték. 1392-ben a birtokot 3 részre osztották maguk között: Virágosbereki Beche fia István; 2. Nemegyei Mihály fia János és 3. Somkereki Gilét fia László, László fia László, Miklós fiai János és Antal és András fia Márton között.
Szent Mihály és Gábriel arkangyalokról elnevezett fatemploma 1757-ben épült. Az 1850-es években létesítették a szomszédos falvakkal közös iskolát.
A trianoni békeszerződés előtt Szolnok-Doboka vármegye Bethleni járásához tartozott. 1910-ben 155 görögkatolikus román lakosa volt.